# Robert Sagawe

Robert Sagawe, vor 1920

Robert Sagawe (* 11. August 1876 in Langseifersdorf, Landkreis Reichenbach (Eulengebirge); † 2. Dezember 1943) war ein deutscher Politiker (ZENTRUM).

## Leben und Wirken
Nach dem Besuch der Volksschule in Nieder-Langseifersdorf war Sagawe im Baugewerbe sowie als Bergarbeiter tätig. Von 1897 bis 1899 gehörte Sagawe der 22. Kompanie des 2. Garde-Regiments zu Fuß in Berlin an. In den Jahren 1900 bis 1905 besuchte er verschiedene soziale Kurse, außerdem bildete er sich durch ein intensives Selbststudium fort.
Seit 1906 war Sagawe Angestellter beim Verband der katholischen Arbeitervereine in Berlin. Im Juli 1908 erhielt er eine Anstellung als Sekretär im Verbandsbezirk Posen. Dort übernahm er die Leitung des Sekretariats (Rechtsauskunftsstelle, Arbeitsnachweis) in Lissa. 1915 wurde er Beisitzer im Versicherungsamt sowie Vertrauensmann der Angestelltenversicherung, 1916 Mitarbeiter der Versorgungsabteilung der stellvertretenden Intendantur der V.U.K.
Im Januar 1919 wurde Sagawe als Abgeordneter für die katholische Deutsche Zentrumspartei in die Weimarer Nationalversammlung gewählt, der er bis zum Zusammentritt des ersten Reichstags der Weimarer Republik im Juni 1920 als Vertreter des Wahlkreises 8 (Posen) angehörte.